# Spilosoma syra
Spilosoma syra là một loài bướm đêm thuộc phân họ Arctiinae, họ Erebidae.